# КК Дубаи
КК Дубаи (енгл. BC Dubai) је професионални кошаркашки тим са седиштем у Дубаију. Тренутно се такмичи у Јадранској лиги и Евролиги.

## Историја
Гласине да ће се тим из Дубаија придружити Евролиги почеле су 2022, а разговори су потврђени у јануару 2024.
19. марта 2024, АБА лига је званично објавила да ће се КК Дубаи придружити лиги у наредне три сезоне, почевши од 2024. Тимови из лиге наводно добијају 2,5 милиона евра годишње од Дубаија, који такође плаћа све путне трошкове.